# Johann Gottlieb Stieg
Johann Gottlieb Stieg, auch Stiege, (* 2. November 1742 in Kolberg; † 24. April 1806 ebenda) war ein deutscher Jurist und Oberbürgermeister von Kolberg.
Stieg studierte an der Universität Halle zunächst Theologie und dann Rechtswissenschaften. Er trat in den Dienst seiner Heimatstadt Kolberg in Hinterpommern, wo er 1770 als Sekretär beim Stadtgericht begann, dann Stadtgerichtsassessor, Ratsherr („Senator“) und Justizbürgermeister wurde.
1794 wurde er zum Oberbürgermeister („Dirigens“) gewählt und wurde zugleich  städtischer Landrat. Er übte diese Ämter bis zu seinem Tode 1806 aus; sein Nachfolger wurde der bisherige Justizbürgermeister Otto August Heinrich Dahlke.